# Playoffs ACB 2018-19
Los Playoffs ACB 2018-19 se disputaron desde el 30 de mayo hasta el 21 de junio de 2019, siendo ganador de la liga ACB 2018-19 el Real Madrid tras vencer por 3-1 al FC Barcelona Lassa en la final.

## Formato
En función de la clasificación de la liga regular se establecen diversos enfrentamientos. En los cuartos de final, será vencedor el mejor de 3 partidos, pero en semifinales y la final, el vencedor de cada enfrentamiento será el ganador del mejor de 5 partidos. El mejor clasificado en la liga regular jugará los primeros partidos en casa, y si fuera necesario, los últimos de la serie.

## Equipos clasificados
Los equipos que al final de la liga regular ocupen una posición entre el 1º y el 8º puesto, tienen derecho a participar en los Playoffs por el título.
| - Real Madrid (1º) - FC Barcelona Lassa (2º) - Kirolbet Baskonia (3º) - Valencia Basket (4º) - Unicaja Málaga (5º) - Tecnyconta Zaragoza (6º) - Divina Seguros Joventut (7º) - Baxi Manresa (8º) |

## Cuadro resumen
|  | Cuartos de final 30 de mayo - 4 de junio | Cuartos de final 30 de mayo - 4 de junio | Cuartos de final 30 de mayo - 4 de junio | Cuartos de final 30 de mayo - 4 de junio | Cuartos de final 30 de mayo - 4 de junio | Cuartos de final 30 de mayo - 4 de junio |                      |     | Semifinales 6-11 de junio | Semifinales 6-11 de junio | Semifinales 6-11 de junio | Semifinales 6-11 de junio | Semifinales 6-11 de junio | Semifinales 6-11 de junio |  |  | Finales 15-21 de junio | Finales 15-21 de junio | Finales 15-21 de junio | Finales 15-21 de junio | Finales 15-21 de junio | Finales 15-21 de junio |
|  |                                          |                                          |                                          |                                          |                                          |                                          |                      |     |                           |                           |                           |                           |                           |                           |  |  |                        |                        |                        |                        |                        |                        |
|  |                                          |                                          |                                          |                                          |                                          |                                          |                      |     |                           |                           |                           |                           |                           |                           |  |  |                        |                        |                        |                        |                        |                        |
|  |                                          |                                          |                                          |                                          |                                          |                                          |                      |     |                           |                           |                           |                           |                           |                           |  |  |                        |                        |                        |                        |                        |                        |
|  | 1 Real Madrid                            | 1 Real Madrid                            | 1 Real Madrid                            | 98                                       | 88                                       | 0                                        |                      |     |                           |                           |                           |                           |                           |                           |  |  |                        |                        |                        |                        |                        |                        |
|  | 1 Real Madrid                            | 1 Real Madrid                            | 1 Real Madrid                            | 98                                       | 88                                       | 0                                        |                      |     |                           |                           |                           |                           |                           |                           |  |  |                        |                        |                        |                        |                        |                        |
|  | 8 Baxi Manresa                           | 8 Baxi Manresa                           | 8 Baxi Manresa                           | 75                                       | 73                                       | 0                                        |                      |     |                           |                           |                           |                           |                           |                           |  |  |                        |                        |                        |                        |                        |                        |
|  | 8 Baxi Manresa                           | 8 Baxi Manresa                           | 8 Baxi Manresa                           | 75                                       | 73                                       | 0                                        | 1 Real Madrid        | 94  | 79                        | 85                        | 0                         | 0                         |                           |                           |  |  |                        |                        |                        |                        |                        |                        |
|  |                                          |                                          |                                          |                                          |                                          |                                          | 1 Real Madrid        | 94  | 79                        | 85                        | 0                         | 0                         |                           |                           |  |  |                        |                        |                        |                        |                        |                        |
|  |                                          | 4 Valencia Basket                        | 72                                       | 66                                       | 78                                       | 0                                        | 0                    |     |                           |                           |                           |                           |                           |                           |  |  |                        |                        |                        |                        |                        |                        |
|  | 4 Valencia Basket                        | 4 Valencia Basket                        | 4 Valencia Basket                        | 66                                       | 78                                       | 0                                        | 0                    | 78  | 76                        | 79                        |                           |                           |                           |                           |  |  |                        |                        |                        |                        |                        |                        |
|  | 4 Valencia Basket                        | 4 Valencia Basket                        | 4 Valencia Basket                        |                                          |                                          |                                          |                      |     |                           | 79                        |                           |                           |                           |                           |  |  |                        |                        |                        |                        |                        |                        |
|  | 5 Unicaja Málaga                         | 5 Unicaja Málaga                         | 5 Unicaja Málaga                         | 85                                       | 69                                       | 76                                       |                      |     |                           |                           |                           |                           |                           |                           |  |  |                        |                        |                        |                        |                        |                        |
|  | 5 Unicaja Málaga                         | 5 Unicaja Málaga                         | 5 Unicaja Málaga                         | 85                                       | 69                                       | 76                                       | 1 Real Madrid        | 87  | 81                        | 77                        | 74                        | 0                         |                           |                           |  |  |                        |                        |                        |                        |                        |                        |
|  |                                          |                                          |                                          |                                          |                                          |                                          | 1 Real Madrid        | 87  | 81                        | 77                        | 74                        | 0                         |                           |                           |  |  |                        |                        |                        |                        |                        |                        |
|  |                                          | 2 FC Barcelona Lassa                     | 67                                       | 80                                       | 78                                       | 68                                       | 0                    |     |                           |                           |                           |                           |                           |                           |  |  |                        |                        |                        |                        |                        |                        |
|  | 2 FC Barcelona Lassa                     | 2 FC Barcelona Lassa                     | 2 FC Barcelona Lassa                     | 80                                       | 78                                       | 68                                       | 0                    | 87  | 107                       | 0                         |                           |                           |                           |                           |  |  |                        |                        |                        |                        |                        |                        |
|  | 2 FC Barcelona Lassa                     | 2 FC Barcelona Lassa                     | 2 FC Barcelona Lassa                     |                                          |                                          |                                          |                      |     |                           | 0                         |                           |                           |                           |                           |  |  |                        |                        |                        |                        |                        |                        |
|  | 7 Divina Seguros Joventut                | 7 Divina Seguros Joventut                | 7 Divina Seguros Joventut                | 61                                       | 86                                       | 0                                        |                      |     |                           |                           |                           |                           |                           |                           |  |  |                        |                        |                        |                        |                        |                        |
|  | 7 Divina Seguros Joventut                | 7 Divina Seguros Joventut                | 7 Divina Seguros Joventut                | 61                                       | 86                                       | 0                                        | 2 FC Barcelona Lassa | 101 | 76                        | 96                        | 0                         | 0                         |                           |                           |  |  |                        |                        |                        |                        |                        |                        |
|  |                                          |                                          |                                          |                                          |                                          |                                          | 2 FC Barcelona Lassa | 101 | 76                        | 96                        | 0                         | 0                         |                           |                           |  |  |                        |                        |                        |                        |                        |                        |
|  |                                          | 6 Tecnyconta Zaragoza                    | 59                                       | 70                                       | 81                                       | 0                                        | 0                    |     |                           |                           |                           |                           |                           |                           |  |  |                        |                        |                        |                        |                        |                        |
|  | 3 Kirolbet Baskonia                      | 3 Kirolbet Baskonia                      | 3 Kirolbet Baskonia                      | 70                                       | 81                                       | 0                                        | 0                    | 81  | 69                        | 0                         |                           |                           |                           |                           |  |  |                        |                        |                        |                        |                        |                        |
|  | 3 Kirolbet Baskonia                      | 3 Kirolbet Baskonia                      | 3 Kirolbet Baskonia                      |                                          |                                          |                                          |                      |     |                           | 0                         |                           |                           |                           |                           |  |  |                        |                        |                        |                        |                        |                        |
|  | 6 Tecnyconta Zaragoza                    | 6 Tecnyconta Zaragoza                    | 6 Tecnyconta Zaragoza                    | 91                                       | 76                                       | 0                                        |                      |     |                           |                           |                           |                           |                           |                           |  |  |                        |                        |                        |                        |                        |                        |
|  | 6 Tecnyconta Zaragoza                    | 6 Tecnyconta Zaragoza                    | 6 Tecnyconta Zaragoza                    | 91                                       | 76                                       | 0                                        |                      |     |                           |                           |                           |                           |                           |                           |  |  |                        |                        |                        |                        |                        |                        |

## Cuartos de final

### Real Madrid-Baxi Manresa
| 30 de mayo de 2019 21:30 (CET) Partido 1 | Real Madrid                                                          | 98–75 (Series: 1–0)        | Baxi Manresa                                                 | Madrid |  |
|                                          | Parciales: 29–15, 24–22, 25–21, 20–17                                |                            |                                                              | |  |
|                                          | Estadísticas Randolph 15 Campazzo 7 Llull 8 Campazzo, Ayón 17 (val.) | Reporte Pts Reb Asts Otros | Estadísticas 26 Lalanne 7 Tomàs 6 Lundberg 20 (val.) Lalanne | Pabellón: WiZink Center Asistencia: 8.449 espectadores Árbitros: Carlos Cortés Luis Miguel Castillo Sánchez Sixto Televisión: |  |

| 2 de junio de 2019 21:30 (CET) Partido 2 | Baxi Manresa                                                 | 73–88 (Series: 0-2)        | Real Madrid                                                      | Manresa |  |
|                                          | Parciales: 11-26, 17-21, 17-24, 28-17                        |                            |                                                                  | |  |
|                                          | Estadísticas García 13 Lalanne 6 Lundberg 7 García 15 (val.) | Reporte Pts Reb Asts Otros | Estadísticas 14 Campazzo 9 Tavares 7 Campazzo 27 (val.) Campazzo | Pabellón: Nou Congost Asistencia: 4.950 espectadores Árbitros: Antonio Conde Jorge Martínez Jacobo Rial Televisión: |  |

| Pasa a semifinales Real Madrid |

| 20 de enero de 2018 | Baxi Manresa | 78–83   | Real Madrid |                                |  |
|                     |              |         |             |                                |  |
|                     |              | Reporte |             | Pabellón: Nou Congost, Manresa |  |

| 17 de marzo de 2019 | Real Madrid | 91–57   | Baxi Manresa |                                 |  |
|                     |             |         |              |                                 |  |
|                     |             | Reporte |              | Pabellón: WiZink Center, Madrid |  |

Esta es la cuarta vez que se enfrentan ambos equipos en playoffs, con el Real Madrid consiguiendo la victoria en dos de los tres anteriores.
| 1994 | Real Madrid Teka | 2–1 | Tdk Manresa |                                 |
|      |                  |     |             |                                 |
|      |                  |     |             | Pabellón: Cuartos de final 1994 |

| 1997 | Real Madrid Teka | 3–0 | Tdk Manresa |                                 |
|      |                  |     |             |                                 |
|      |                  |     |             | Pabellón: Cuartos de final 1997 |

| 1998 | Real Madrid Teka | 1–3 | Tdk Manresa |                            |
|      |                  |     |             |                            |
|      |                  |     |             | Pabellón: Semifinales 1998 |

### FC Barcelona Lassa-Divina Seguros Joventut
| 31 de mayo de 2019 21:30 (CET) Partido 1 | FC Barcelona Lassa                                                   | 87–61 (Series: 1–0)        | Divina Seguros Joventut                                                         | Barcelona |  |
|                                          | Parciales: 29–20, 6–11, 25–15, 27–15                                 |                            |                                                                                 | |  |
|                                          | Estadísticas Heurtel 17 Tomić 11 Heurtel 3 Chris Singleton 25 (val.) | Reporte Pts Reb Asts Otros | Estadísticas 13 Boungou Colo 6 López-Arostegui 5 Ventura 12 (val.) Boungou Colo | Pabellón: Palau Blaugrana Asistencia: 6.395 espectadores Árbitros: Fernando Calatrava Juan de Dios Oyón Alfonso Olivares Televisión: |  |

| 2 de junio de 2019 19:00 (CET) Partido 2 | Divina Seguros Joventut                                                         | 86–107 (Series: 0-2)       | FC Barcelona Lassa                                          | Badalona |  |
|                                          | Parciales: 19-28, 21-20, 25-31, 21-28                                           |                            |                                                             | |  |
|                                          | Estadísticas Laprovittola 22 Todorović 6 Laprovittola 11 Laprovittola 41 (val.) | Reporte Pts Reb Asts Otros | Estadísticas 32 Heurtel 7 Hanga 9 Heurtel 44 (val.) Heurtel | Pabellón: Olímpico de Badalona Asistencia: 7.114 espectadores Árbitros: Daniel Hierrezuelo Rafael Serrano Francisco Araña Televisión: |  |

| Pasa a semifinales FC Barcelona Lassa |

| 28 de octubre de 2018 | Barça Lassa | 94–92   | Divina Seguros Joventut |                                      |  |
|                       |             |         |                         |                                      |  |
|                       |             | Reporte |                         | Pabellón: Palau Blaugrana, Barcelona |  |

| 28 de abril de 2019 | Divina Seguros Joventut | 89–77    | Barça Lassa |                                               |  |
|                     |                         |          |             |                                               |  |
|                     |                         | Boxscore |             | Pabellón: Palau Municipal d'Esports, Badalona |  |

Esta es la decimosegunda vez que se enfrentan en playoffs, con ventaja de 8-3 para el Barça Lassa en anteriores cruces.
| 1985 | FC Barcelona | 1–2 | Ron Negrita Joventut |                           |
|      |              |     |                      |                           |
|      |              |     |                      | Pabellón: 1985 Semifinals |

| 1986 | FC Barcelona | 2–1 | Ron Negrita Joventut |                           |
|      |              |     |                      |                           |
|      |              |     |                      | Pabellón: 1986 Semifinals |

| 1987 | FC Barcelona | 3–1 | Ron Negrita Joventut |                       |
|      |              |     |                      |                       |
|      |              |     |                      | Pabellón: 1987 Finals |

| 1988 | FC Barcelona | 3–2 | Ram Joventut |                           |
|      |              |     |              |                           |
|      |              |     |              | Pabellón: 1988 Semifinals |

| 1990 | FC Barcelona | 3–0 | Ram Joventut Badalona |                       |
|      |              |     |                       |                       |
|      |              |     |                       | Pabellón: 1990 Finals |

| 1991 | Montigalá Joventut | 3–1 | FC Barcelona |                       |
|      |                    |     |              |                       |
|      |                    |     |              | Pabellón: 1991 Finals |

| 1993 | Marbella Joventut | 3–2 | FC Barcelona Banca Catalana |                           |
|      |                   |     |                             |                           |
|      |                   |     |                             | Pabellón: 1993 Semifinals |

| 1994 | FC Barcelona Banca Catalana | 3–2 | 7Up Joventut |                           |
|      |                             |     |              |                           |
|      |                             |     |              | Pabellón: 1994 Semifinals |

| 1998 | Festina Joventut | 1–3 | FC Barcelona Banca Catalana |                              |
|      |                  |     |                             |                              |
|      |                  |     |                             | Pabellón: 1998 Quarterfinals |

| 2008 | DKV Joventut | 0–2 | AXA FC Barcelona |                           |
|      |              |     |                  |                           |
|      |              |     |                  | Pabellón: 2008 Semifinals |

| 2015 | FC Barcelona | 2–0 | FIATC Joventut |                              |
|      |              |     |                |                              |
|      |              |     |                | Pabellón: 2015 Quarterfinals |

### Kirolbet Baskonia-Tecnyconta Zaragoza
| 30 de mayo de 2019 20:15 (CET) Partido 1 | Kirolbet Baskonia                                                                 | 81–91 (Series: 0-1)        | Tecnyconta Zaragoza                                              | Vitoria |  |
|                                          | Parciales: 20-24, 14-26, 19-22, 28-19                                             |                            |                                                                  | |  |
|                                          | Estadísticas Granger, Poirier 21 Shengelia 7 Vildoza, Granger 4 Poirier 26 (val.) | Reporte Pts Reb Asts Otros | Estadísticas 22 Okoye 7 Okoye 6 Seibutis, Alocén 28 (val.) Okoye | Pabellón: Fernando Buesa Arena Asistencia: 9.145 espectadores Árbitros: Antonio Conde Òscar Perea Arnau Padrós Televisión: |  |

| 2 de junio de 2019 12:30 (CET) Partido 2 | Tecnyconta Zaragoza                                                    | 76–69 (Series: 2-0)        | Kirolbet Baskonia                                                               | Zaragoza |  |
|                                          | Parciales: 26-9, 12-24, 11-22, 27-14                                   |                            |                                                                                 | |  |
|                                          | Estadísticas Radović 16 Radović 6 Seibutis, Alocén 3 Radović 21 (val.) | Reporte Pts Reb Asts Otros | Estadísticas 14 Granger 5 Voigtmann, Granger, Jones 4 Granger 16 (val.) Granger | Pabellón: Pabellón Príncipe Felipe Asistencia: 9.622 espectadores Árbitros: Martín Bertrán Vicente Bultó Raúl Zamorano Televisión: |  |

| Pasa a semifinales Tecnyconta Zaragoza |

| 29 de septiembre de 2018 | Kirolbet Baskonia | 99–76   | Tecnyconta Zaragoza |                                         |  |
|                          |                   |         |                     |                                         |  |
|                          |                   | Reporte |                     | Pabellón: Fernando Buesa Arena, Vitoria |  |

| 24 de marzo de 2019 | Tecnyconta Zaragoza | 81–79   | Kirolbet Baskonia |                                              |  |
|                     |                     |         |                   |                                              |  |
|                     |                     | Reporte |                   | Pabellón: Pabellón Príncipe Felipe, Zaragoza |  |

Esta es la primera vez que se enfrentan Kirolbet Baskonia y Tecnyconta Zaragoza en playoffs.

### Valencia Basket-Unicaja Málaga
| 31 de mayo de 2019 19:15 (CET) Partido 1 | Valencia Basket                                                     | 78–85 (Series: 0-1)        | Unicaja Málaga                                                                    | Valencia |  |
|                                          | Parciales: 27-30, 16-10, 17-25, 18-20                               |                            |                                                                                   | |  |
|                                          | Estadísticas Van Rossom 15 Labeyrie 6 Van Rossom 7 Thomas 15 (val.) | Reporte Pts Reb Asts Otros | Estadísticas 28 Milosavljević 6 Díaz, Wiltjer 5 Fernández 29 (val.) Milosavljević | Pabellón: Fuente de San Luis Asistencia: 7.649 espectadores Árbitros: Carlos Peruga Jordi Aliaga Javier Torres Televisión: |  |

| 2 de junio de 2019 16:30 (CET) Partido 2 | Unicaja Málaga                                             | 69–76 (Series: 1-1)        | Valencia Basket                                                    | Málaga |  |
|                                          | Parciales: 12-20, 20-17, 21-15, 16-24                      |                            |                                                                    | |  |
|                                          | Estadísticas Lessort 12 Lessort 8 Díaz 3 Lessort 16 (val.) | Reporte Pts Reb Asts Otros | Estadísticas 14 Tobey 6 Abalde 5 Van Rossom 17 (val.) San Emeterio | Pabellón: Martín Carpena Asistencia: 9.055 espectadores Árbitros: García González Sergio Manuel Martín Caballero Televisión: |  |

| 4 de junio de 2019 21:00 (CET) Partido 3 | Valencia Basket                                                | 79–76 (Series: 2-1)        | Unicaja Málaga                                                               | Valencia |  |
|                                          | Parciales: 25-10, 17-21, 16-20, 21-25                          |                            |                                                                              | |  |
|                                          | Estadísticas Tobey 17 Dubljević 6 Van Rossom 7 Vives 17 (val.) | Reporte Pts Reb Asts Otros | Estadísticas 14 Shermadini 7 Suárez 5 Fernández 16 (val.) Shermadini, Suárez | Pabellón: Fuente de San Luis Asistencia: 7.848 espectadores Árbitros: Martín Bertrán Carlos Peruga Luis Miguel Castillo Televisión: |  |

| Pasa a semifinales Valencia Basket |

| 28 de septiembre de 2018 | Unicaja | 86–73   | Valencia Basket |                                  |  |
|                          |         |         |                 |                                  |  |
|                          |         | Reporte |                 | Pabellón: Martín Carpena, Málaga |  |

| 24 de abril de 2019 | Valencia Basket | 96–57   | Unicaja |                                        |  |
|                     |                 |         |         |                                        |  |
|                     |                 | Reporte |         | Pabellón: Fuente de San Luis, Valencia |  |

Esta es la sexta vez que se cruzan ambos equipos en playoffs, el Unicaja ganó tres de los cinco primeros enfrentamientos.
| 2001 | Unicaja | 3–1 | Pamesa Valencia |                              |
|      |         |     |                 |                              |
|      |         |     |                 | Pabellón: 2001 Quarterfinals |

| 2003 | Pamesa Valencia | 3–2 | Unicaja |                           |
|      |                 |     |         |                           |
|      |                 |     |         | Pabellón: 2003 Semifinals |

| 2004 | Pamesa Cerámica Valencia | 2–3 | Unicaja |                              |
|      |                          |     |         |                              |
|      |                          |     |         | Pabellón: 2004 Quarterfinals |

| 2010 | Power Electronics Valencia | 0–2 | Unicaja |                              |
|      |                            |     |         |                              |
|      |                            |     |         | Pabellón: 2010 Quarterfinals |

| 2016 | Valencia Basket | 2–0 | Unicaja |                              |
|      |                 |     |         |                              |
|      |                 |     |         | Pabellón: 2016 Quarterfinals |

## Semifinales

### Real Madrid-Valencia Basket
| 6 de junio de 2019 21:00 (CET) Partido 1 | Real Madrid                                                       | 94–72 (Series: 1-0)        | Valencia Basket                                                     | Madrid |  |
|                                          | Parciales: 26-18, 22-15, 26-13, 20-26                             |                            |                                                                     | |  |
|                                          | Estadísticas Randolph 24 Randolph 6 Campazzo 6 Randolph 30 (val.) | Reporte Pts Reb Asts Otros | Estadísticas 15 Doornekamp 7 Dubljević 4 Vives 25 (val.) Doornekamp | Pabellón: WiZink Center Asistencia: 8.733 espectadores Árbitros: Daniel Hierrezuelo Carlos Cortés Juan de Dios Oyón Televisión: |  |

| 8 de junio de 2019 21:00 (CET) Partido 2 | Real Madrid                                                 | 79–66 (Series: 2-0)        | Valencia Basket                                                                                  | Madrid |  |
|                                          | Parciales: 14-22, 28-14, 26-16, 11-14                       |                            |                                                                                                  | |  |
|                                          | Estadísticas Llull 13 Ayón 8 Fernández 5 Campazzo 16 (val.) | Reporte Pts Reb Asts Otros | Estadísticas 12 Tobey, Dubljević 8 Labeyrie, Thomas 3 Van Rossom, Sastre 16 (val.) Tobey, Thomas | Pabellón: WiZink Center Asistencia: 9.373 espectadores Árbitros: Martín Bertrán Fernando Calatrava Rafael Serrano Televisión: |  |

| 10 de junio de 2019 21:00 (CET) Partido 3 | Valencia Basket                                                | 78–85 (Series: 0-3)        | Real Madrid                                                                             | Valencia |  |
|                                           | Parciales: 19-20, 19-15, 22-28, 18-22                          |                            |                                                                                         | |  |
|                                           | Estadísticas Dubljević 19 Tobey 9 Sastre 3 Dubljević 18 (val.) | Reporte Pts Reb Asts Otros | Estadísticas 16 Fernández 9 Randolph 4 Randolph, Fernández, Campazzo 24 (val.) Randolph | Pabellón: Fuente de San Luis Asistencia: 7.809 espectadores Árbitros: Antonio Conde Carlos Cortés Vicente Bultó Televisión: |  |

| Pasa a la final Real Madrid |

| 5 de octubre de 2018 | Valencia Basket | 70–88    | Real Madrid |                                        |  |
|                      |                 |          |             |                                        |  |
|                      |                 | Boxscore |             | Pabellón: Fuente de San Luis, Valencia |  |

| 21 de mayo de 2019 | Real Madrid | 83–77    | Valencia Basket |                                 |  |
|                    |             |          |                 |                                 |  |
|                    |             | Boxscore |                 | Pabellón: WiZink Center, Madrid |  |

Esta es la sexta vez que se enfrentan en unos playoffs, el Real Madrid se impuso en cuatro de las cinco ocasiones anteriores.
| 1998 | Real Madrid Teka | 3–1 | Pamesa Valencia |                              |
|      |                  |     |                 |                              |
|      |                  |     |                 | Pabellón: 1998 Quarterfinals |

| 2007 | Real Madrid | 3–1 | Pamesa Valencia |                              |
|      |             |     |                 |                              |
|      |             |     |                 | Pabellón: 2007 Quarterfinals |

| 2015 | Real Madrid | 3–1 | Valencia Basket |                           |
|      |             |     |                 |                           |
|      |             |     |                 | Pabellón: 2015 Semifinals |

| 2016 | Real Madrid | 3–1 | Valencia Basket |                           |
|      |             |     |                 |                           |
|      |             |     |                 | Pabellón: 2016 Semifinals |

| 2017 | Real Madrid | 1–3 | Valencia Basket |                       |
|      |             |     |                 |                       |
|      |             |     |                 | Pabellón: 2017 Finals |

### FC Barcelona Lassa-Tecnyconta Zaragoza
| 7 de junio de 2019 21:00 (CET) Partido 1 | FC Barcelona Lassa                                          | 101–59 (Series: 1-0)       | Tecnyconta Zaragoza                                                    | Barcelona |  |
|                                          | Parciales: 26-14, 25-12, 24-11, 26-22                       |                            |                                                                        | |  |
|                                          | Estadísticas Kuric 25 Singleton 8 Heurtel 8 Kuric 28 (val.) | Reporte Pts Reb Asts Otros | Estadísticas 9 Barreiro, Seibutis 7 Justiz 3 Alocén 10 (val.) McCalebb | Pabellón: Palau Blaugrana Asistencia: 5.679 espectadores Árbitros: Antonio Conde Òscar Perea Jacobo Rial Televisión: |  |

| 9 de junio de 2019 21:00 (CET) Partido 2 | FC Barcelona Lassa                                           | 76–70 (Series: 2-0)        | Tecnyconta Zaragoza                                                    | Barcelona |  |
|                                          | Parciales: 14-21, 22-19, 25-11, 15-19                        |                            |                                                                        | |  |
|                                          | Estadísticas Heurtel 21 Oriola 10 Pangos 5 Heurtel 18 (val.) | Reporte Pts Reb Asts Otros | Estadísticas 12 Radović, Seibutis 9 Radović 4 Alocén 16 (val.) Radović | Pabellón: Palau Blaugrana Asistencia: 5.891 espectadores Árbitros: Carlos Peruga Jordi Aliaga Raúl Zamorano Televisión: |  |

| 11 de junio de 2019 21:00 (CET) Partido 3 | Tecnyconta Zaragoza                                                        | 81–96 (Series: 0-3)        | FC Barcelona Lassa                                       | Zaragoza |  |
|                                           | Parciales: 19-23, 18-27, 21-19, 23-27                                      |                            |                                                          | |  |
|                                           | Estadísticas Justiz 24 Justiz 9 Okoye, Seibutis, Alocén 3 Justiz 32 (val.) | Reporte Pts Reb Asts Otros | Estadísticas 27 Kuric 11 Tomić 5 Heurtel 27 (val.) Kuric | Pabellón: Pabellón Príncipe Felipe Asistencia: 9.411 espectadores Árbitros: Daniel Hierrezuelo Fernando Calatrava Luis Miguel Castillo Televisión: |  |

| Pasa a la final FC Barcelona Lassa |

| 13 de octubre de 2018 | Barça Lassa | 99–55    | Tecnyconta Zaragoza |                                      |  |
|                       |             |          |                     |                                      |  |
|                       |             | Boxscore |                     | Pabellón: Palau Blaugrana, Barcelona |  |

| 13 de abril de 2019 | Tecnyconta Zaragoza | 86–91    | Barça Lassa |                                              |  |
|                     |                     |          |             |                                              |  |
|                     |                     | Boxscore |             | Pabellón: Pabellón Príncipe Felipe, Zaragoza |  |

Esta es la primera vez que el Barça Lassa y el Tecnyconta Zaragoza se enfrentan en unos playoffs.

## Final

### Real Madrid-FC Barcelona Lassa
| 15 de junio de 2019 21:00 (CET) Partido 1 | Real Madrid                                                          | 87–67 (Series: 1-0)        | FC Barcelona Lassa                                                   | Madrid |  |
|                                           | Parciales: 22-17, 25-15, 16-20, 24-15                                |                            |                                                                      | |  |
|                                           | Estadísticas Campazzo 19 Ayón 7 Campazzo, Llull 4 Campazzo 24 (val.) | Reporte Pts Reb Asts Otros | Estadísticas 14 Heurtel 12 Claver 3 Heurtel, Pangos 17 (val.) Claver | Pabellón: WiZink Center Asistencia: 11.876 espectadores Árbitros: Carlos Peruga Fernando Calatrava Luis Miguel Castillo Televisión: |  |

| 17 de junio de 2019 21:00 (CET) Partido 2 | Real Madrid                                                 | 81–80 (Series: 2-0)        | FC Barcelona Lassa                                                          | Madrid |  |
|                                           | Parciales: 11-17, 18-17, 24-25, 28-21                       |                            |                                                                             | |  |
|                                           | Estadísticas Carroll 25 Tavares 9 Llull 5 Carroll 28 (val.) | Reporte Pts Reb Asts Otros | Estadísticas 30 Heurtel 7 Tomić 2 Heurtel, Pangos, Oriola 28 (val.) Heurtel | Pabellón: WiZink Center Asistencia: 12.247 espectadores Árbitros: Martín Bertrán Antonio Conde Rafael Serrano Televisión: |  |

| 19 de junio de 2019 21:00 (CET) Partido 3 | FC Barcelona Lassa                                                  | 78–77 (Series: 1-2)        | Real Madrid                                                                           | Barcelona |  |
|                                           | Parciales: 19-18, 15-22, 22-18, 22-19                               |                            |                                                                                       | |  |
|                                           | Estadísticas Heurtel 21 Claver 7 Heurtel, Hanga 4 Heurtel 19 (val.) | Reporte Pts Reb Asts Otros | Estadísticas 18 Campazzo, Thompkins 3 Randolph, Tavares 4 Campazzo 26 (val.) Campazzo | Pabellón: Palau Blaugrana Asistencia: 7.239 espectadores Árbitros: Daniel Hierrezuelo Carlos Cortés Vicente Bultó Televisión: |  |

| 21 de junio de 2019 21:00 (CET) Partido 4 | FC Barcelona Lassa                                          | 68–74 (Series: 1-3)        | Real Madrid                                                       | Barcelona |  |
|                                           | Parciales: 21-24, 12-13, 14-18, 21-19                       |                            |                                                                   | |  |
|                                           | Estadísticas Pangos 16 Tomić 6 Pangos 4 Singleton 13 (val.) | Reporte Pts Reb Asts Otros | Estadísticas 15 Campazzo 13 Tavares 6 Campazzo 28 (val.) Campazzo | Pabellón: Palau Blaugrana Asistencia: 7.301 espectadores Árbitros: Antonio Conde Carlos Peruga Fernando Calatrava Televisión: |  |

| Ganador ACB 2018-19    |
| ---------------------- |
| Real Madrid 35º título |